# アポロ計画飛行種別一覧
1967年9月、アメリカ合衆国テキサス州ヒューストンにあるジョンソン宇宙センターのオーウェン・メイナード (Owen Maynard) は、アポロ計画の最終目標である有人月面着陸を達成するための一連の飛行計画を提案した。計画は七段階に分かれていて、それぞれの段階では特定の機器や飛行手順を試験し、また各段階は次のステップが実行される前に必ず達成されておかなければならないものとなっている。その計画は、以下のとおりである。
- A計画 – サターン5型ロケットを使用して無人のアポロ司令・機械船を打ち上げ、性能を試験する飛行。アポロ4号、アポロ6号で実行された。
- B計画 – 無人のアポロ月着陸船を打ち上げ、性能を試験する飛行。アポロ5号で実行。
- C計画 – 有人の司令・機械船を地球周回低軌道に打ち上げ、性能を試験する飛行。アポロ7号で実行。
- D計画 – 有人の司令・機械船と着陸船を地球周回低軌道に打ち上げ、性能を試験する飛行。当初はアポロ8号で行われる予定だったが、アポロ9号で実行。
- E計画 – 有人の司令・機械船と着陸船を高度3,500海里 (6,500km) の地球周回中軌道に打ち上げ、性能を試験する飛行。実行されず。

提案された手順は、着陸船の開発が遅れて1968年12月に予定されていたアポロ8号の飛行に間に合わないことが分かったため変更された。そのためE計画は破棄され、8号は司令・機械船で月を周回する、「C′計画」と呼ばれる飛行に変更された。
- F計画 – 有人の司令・機械船と着陸船を使用して月まで飛行し、月面着陸の予行演習をする飛行。アポロ10号で実行。
- G計画 – 初の有人月面着陸をする飛行。アポロ11号で実行。
- H計画 – 正確な月面着陸をし、2日間にわたって月面に滞在して船外活動を行う飛行。アポロ12号、アポロ14号で実行。アポロ13号でも計画されていたが、13号が月に向かう途中で酸素タンクが爆発する事故が発生したために中止。
- I計画 – 司令・機械船が長期間月を周回し、機械船に搭載された「科学機器モジュール (Scientific Instrument Module)」を使用して月面を探査する計画。J計画に統合された。
- J計画 – 拡張型着陸船、船外活動用特殊バイザーおよび月面車を使用し、月面に3日以上滞在する計画。アポロ15号、アポロ16号、アポロ17号で実行。当初は15号がH計画に、また18・19号がJ計画になる予定だったが、アポロ計画が17号までで中止されたため15号がJ計画に昇格した。